# Kolejny film o Boracie
Kolejny film o Boracie: Tłusta łapówka dla amerykańskiego reżimu, by naród kazachski znów być wielki (ang. Borat Subsequent Moviefilm: Delivery of Prodigious Bribe to American Regime for Make Benefit Once Glorious Nation of Kazakhstan) – amerykańsko-brytyjski film komediowy z 2020 roku w reżyserii Jasona Wolinera. Film jest sequelem filmu z Boratem nakręconego w 2006 roku pt. Borat: Podpatrzone w Ameryce, aby Kazachstan rósł w siłę, a ludzie żyli dostatniej.
Fabuła filmu jest nakręcona w zbliżony sposób do pierwszej części, zawiera także skecze improwizowane. Poza Boratem znanym z pierwszej części główną bohaterką jest jego córka.
Produkcja filmu została przejęta przez Amazon Studios, a sam film ma premierę krótko przed wyborami prezydenckim w USA na Amazon Prime. Dlatego też w filmie jest dużo skeczy zaangażowanych politycznie, krytykujących między innymi Donalda Trumpa oraz jego wiceprezydenta.
Film zdobył trzy nominacje do Złotych Globów, m.in. w kategorii najlepsza komedia lub musical. Był też nominowany do Nagrody Akademii Filmowej w dwóch kategoriach.
Kolejny film o Boracie wpisany został do Księgi rekordów Guinnessa jako posiadacz najdłuższego tytułu oryginalnego (110 znaków bez spacji) spośród wszystkich nominowanych do Oscara filmów.